# NYLON KING
『NYLON KING』（ナイロンキング）は、2004年7月7日に発売された石井竜也8枚目のスタジオ・アルバム。

## 解説
石井のいろいろな側面が凝縮されたアルバム。音源は全てミュージシャンの生音源。初回盤はスーパーピクチャーCDレーベル仕様。当初はレーベルゲートCD2として発売されたが、ソニーのレーベルゲートCD及びレーベルゲートCD2撤退に伴い、2005年7月27日にCD-DAとして再発売。

## 収録曲
- 全作詞・作曲:石井竜也

1. LIFE IS WONDERFUL
（編曲：金子隆博,浅野祥之,ケニー・モースリー,石井竜也）
（strings, chorus & additional arrange：柿崎洋一郎／horn arrange：金子隆博）
2. 人生月見酒
（編曲：金子隆博・柿崎洋一郎・浅野祥之・成田昭彦・石井竜也）
『名台詞集』として古今東西さまざまな名台詞が使われている[4]。
3. 今夜はダンステリア
（編曲：金子隆博,柿崎洋一郎,浅野祥之,ケニー・モースリー,石井竜也）
（strings, horn, chorus & additional arrange：金子隆博）
4. RAIN BEACH
（編曲：金子隆博,柿崎洋一郎,ケニー・モースリー,石井竜也）
同じような歌詞をひたすら繰り返している曲。
5. 毒ひよこ
（編曲：金子隆博,柿崎洋一郎,ケニー・モースリー,石井竜也）
当初シングル収録予定だったが、鳥インフルエンザ問題等の関係で「恥中海」と差し替えになった[2]。
6. LANDSCAPE
（編曲：金子隆博、浅野祥之、ケニー・モースリー、石井竜也）
（additional arrange：金子隆博）
7. オハヨーデル
（編曲：金子隆博,柿崎洋一郎,浅野祥之,成田昭彦,石井竜也）
『語り』として菊間芳次郎[5]が参加している。
8. 恋地獄神頼み
（編曲：金子隆博,浅野祥之,ケニー・モースリー,石井竜也）
（strings,horn & additional arrange：金子隆博）
9. いつもなら
（編曲：金子隆博,柿崎洋一郎,浅野祥之,ケニー・モースリー,石井竜也）
（additional arrange：柿崎洋一郎）
10. 君はランバダンバンバ 〜album version〜
（編曲：金子隆博,柿崎洋一郎,ケニー・モースリー,石井竜也）
（strings, chorus & additional arrange：柿崎洋一郎）
18thシングルのアルバム・ヴァージョン。イントロがシングルより長め。
ところどころ歌詞が追加された。
11. ドロンパ
（編曲：金子隆博,柿崎洋一郎,ケニー・モースリー,石井竜也）
イメージは『劇中のラジオの音』。石井本人も認めるほど歌詞が危ない曲[2]で、わざとSP盤のような音にしてヴォーカルも波をうったような感じにしている。
この曲は渡辺マリの「東京ドドンパ娘」（作詞：宮川哲夫、作曲：鈴木庸一）の一部を使用している。
12. 五月雨六県ローラー(関東編)
（編曲：金子隆博,柿崎洋一郎,浅野祥之,ケニー・モースリー,石井竜也）
（additional arrange：柿崎洋一郎）